# 冉夢松
冉夢松（1537年—？），字貴卿，號友鶴，河南開封府中牟縣人，軍籍，明朝政治人物。

## 生平
嘉靖四十三年（1564年）甲子科河南鄉試第六十三名舉人，隆慶五年（1571年）中式辛未科會試第三百八十七名，三甲第二百四十六名進士。户部觀政，乞终养，卒于家。

## 家族
曾祖冉藝；祖父冉鼎，號強恕，知縣；父冉崇禮，號村南，布政司左參議進階朝議大夫。嫡母王氏（贈孺人）；繼母李氏；生母孫氏。嚴侍下。兄冉夢說，弟冉夢雲。